# Vladímir Belski
Vladímir Ivànovitx Belski (en rus, Владимир Иванович Бельский) (Trakai, 2 (14) d'abril de 1866 - Heidelberg, 28 de febrer de 1946) fou un poeta i llibretista rus conegut especialment per les seves col·laboracions amb el compositor N. Rimski-Kórsakov.

## Biografia
Es gradua a les facultats de dret i ciències naturals de la Universitat de Sant Petersburg. Es dedica a la poesia en el seu temps lliure. L'any 1894 coneix el compositor Nikolai Rimski-Kórsakov i l'ajuda a acabar el llibret de l'òpera Sadko. Escriu els llibrets de tres òperes de Rimski-Kórsakov: El conte del tsar Saltan (1900), La llegenda de la ciutat invisible de Kitej (1904) i El gall d'or (1907). És remarcable el seu text per a La llegenda de la ciutat invisible de Kitej, un dels millors llibrets d'òpera segons l'especialista en música russa Richard Taruskin, en el qual Belski utilitza de forma enginyosa un llenguatge volgudament arcaic.
Després de la Revolució Belski emigra, passant la resta de la seva vida a Iugoslàvia i Alemanya.